# Eulerjeva karakteristika
Eulerjeva karakteristika  (tudi Euler-Poincaréjeva karakteristika)  (oznaka {\displaystyle \chi \,}) je v matematiki oziroma v algebrski topologiji in poliedrski kombinatoriki topološka invarianta.
Imenuje se po švicarskem matematiku, fiziku in astronomu Leonhardu Eulerju (1707–1783) in francoskem matematiku in filozofu Henriju Poincaréju (1854–1912).
Najprej so definirali Eulerjevo karakteristiko za poliedre. V sodobni matematiki izhaja Eulerjeva karakteristika iz homologije in povezuje mnogo drugih invariant.

## Poliedri
Eulerjevo karakteristiko so najprej definirali za poliedre
{\displaystyle \chi =V+F-E\,\!}
kjer je
- {\displaystyle V\,} število oglišč poliedra
- {\displaystyle E\,} število robov poliedra
- {\displaystyle F\,} število stranskih ploskev poliedra

Konveksni poliedri imajo Eulerjevo karakteristiko enako
{\displaystyle \chi =V+F-E=2.\,\!}
Ta obrazec je znan tudi kot Eulerjev izrek o poliedrih ali Eulerjeva poliedrska formula.
V nadaljevanju je podana Eulerjeva karakteristika za nekatere konveksne poliedre:
| ime                 | slika | oglišča V | robovi E | stranske ploskve F | Eulerjeva karakteristika: χ |
| ------------------- | ----- | --------- | -------- | ------------------ | --------------------------- |
| tetraeder           |       | 4         | 6        | 4                  | 2                           |
| heksaeder ali kocka |       | 8         | 12       | 6                  | 2                           |
| oktaeder            |       | 6         | 12       | 8                  | 2                           |
| dodekaeder          |       | 20        | 30       | 12                 | 2                           |
| ikozaeder           |       | 12        | 30       | 20                 | 2                           |

Nekonveksni poliedri imajo različne vrednosti Eulerjeve karakteristike:
| ime                | Slika | oglišča V | robovi E | stranske ploskve F | Eulerjeva karakteristika: χ |
| ------------------ | ----- | --------- | -------- | ------------------ | --------------------------- |
| tetrahemiheksaeder |       | 6         | 12       | 7                  | 1                           |
| oktahemioktaeder   |       | 12        | 24       | 12                 | 0                           |
| kubohemioktaeder   |       | 12        | 24       | 10                 | −2                          |
| veliki ikozaeder   |       | 12        | 30       | 20                 | 2                           |

## Zgledi
Eulerjeva karakteristika se lahko izračuna za 
| ime                                                 | slika | Eulerjeva karakteristika |
| --------------------------------------------------- | ----- | ------------------------ |
| interval                                            |       | 1                        |
| krožnica                                            |       | 0                        |
| enotska krožnica                                    |       | 1                        |
| sfera                                               |       | 2                        |
| torus                                               |       | 0                        |
| dvojni torus                                        |       | −2                       |
| trojni torus                                        |       | −4                       |
| realna projektivna ravnina                          |       | 1                        |
| Möbiusov trak                                       |       | 0                        |
| Kleinova steklenica                                 |       | 0                        |
| dve sferi (nepovezani) (disjunktna unija dveh sfer) |       | 2 + 2 = 4                |
| tri sfere (nepovezane) (disjunktna unija treh sfer) |       | 2 + 2 + 2 = 6            |